# Championnats du monde de biathlon 1967
Les Championnats du monde de biathlon 1967 se tiennent à Altenberg (Allemagne de l'Est) du 17 au 19 février 1967. Ils interviennent un an après ceux de Garmisch-Partenkirchen, organisés en Allemagne de l'Ouest.

## Résultats
| Épreuve            | Or                                                       | Argent                                                                          | Bronze                                                         |
| 20 km individuel H | Viktor Mamatov                                           | Stanisław Szczepaniak                                                           | Jon Istad                                                      |
| Relais 4×7,5 km H  | Norvège Jon Istad Ragnar Tveiten Ola Wærhaug Olav Jordet | Union soviétique Alexandre Tikhonov Viktor Mamatov Rinnat Safin Nikolay Pusanov | Suède Olle Petrusson Tore Eriksson Holmfrid Olsson Sture Ohlin |

## Tableau des médailles
| Médailles | Pays             | Or | Argent | Bronze | Ensemble |
| --------- | ---------------- | -- | ------ | ------ | -------- |
| 1         | Union soviétique | 1  | 1      | 0      | 2        |
| 2         | Norvège          | 1  | 0      | 1      | 2        |
| 3         | Pologne          | 0  | 1      | 0      | 1        |
| 4         | Suède            | 0  | 0      | 1      | 1        |